# Landsat 3

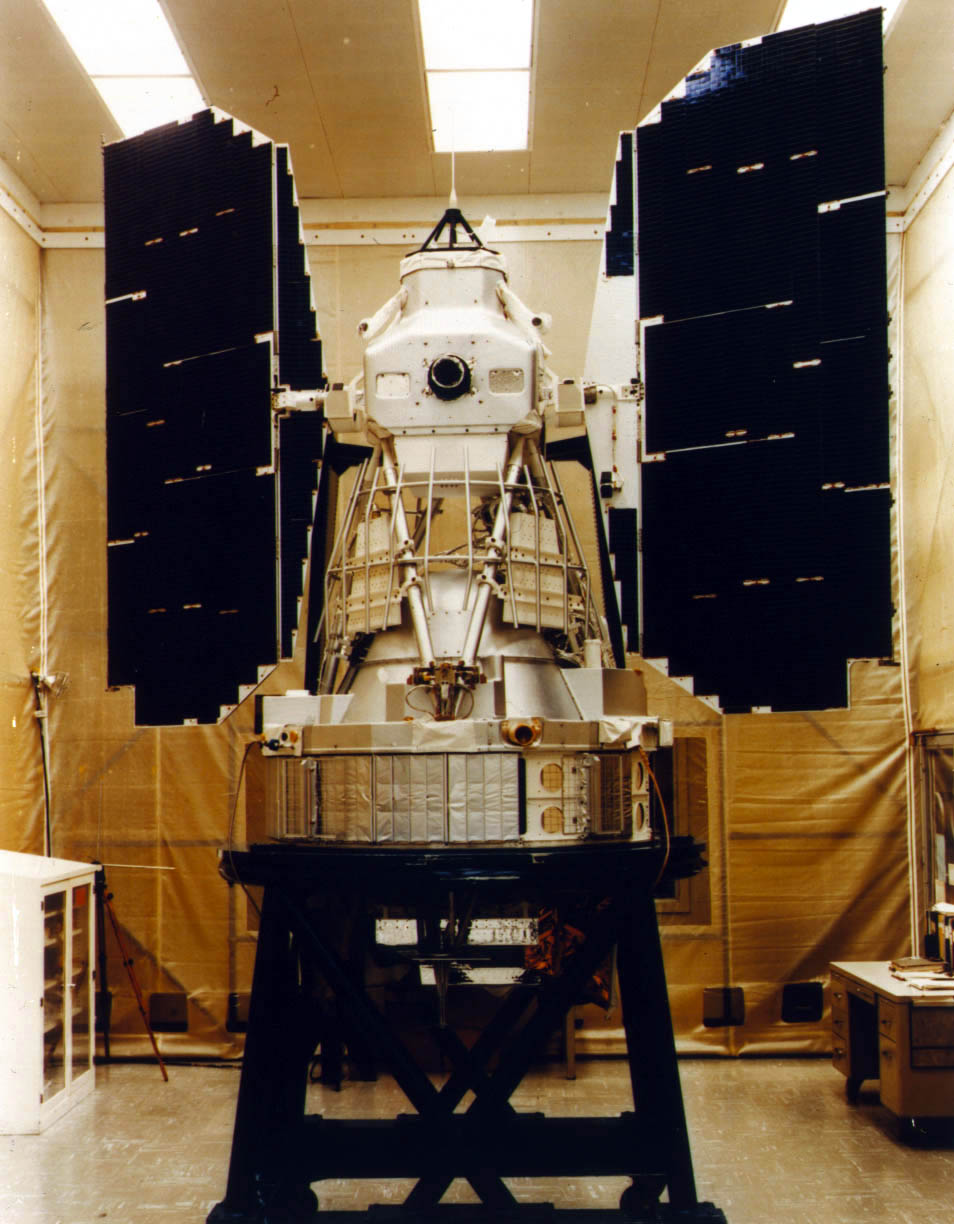
Landsat 3

Landsat 3 — третій супутник космічної програми «Landsat». Він був запущений 5 березня 1978 року, з основною метою — забезпечення глобального архіву супутникових зображень (супутникові дані називаються зображеннями, а не фотографіями, тому що вони не просто відбите світло експозиції, а записи радіаційного електромагнітного потоку енергії поверхні матеріалів). На відміну від пізніших супутників програми «Landsat», супутник Landsat 3 керувався виключно NASA. Landsat 3 був списаний і знятий з експлуатації 21 березня 1983 року.